# Paul Simpson
Paul David Simpson (Carlisle, 28 luglio 1966) è un allenatore di calcio ed ex calciatore inglese, di ruolo centrocampista.

## Caratteristiche tecniche
Era un'ala.

## Carriera

### Allenatore
Con la nazionale under-20 inglese ha vinto i Mondiali di categoria.

## Palmarès

### Giocatore

#### Individuale
- Squadra dell'anno della PFA: 1

2000-2001 (Division Three)

### Allenatore

#### Club

##### Competizioni nazionali
- Campionato inglese di quarta divisione: 1

Carlisle Utd: 2005-2006

#### Nazionale
- Campionato mondiale Under-20: 1

Corea del Sud 2017